# Estación Voyager

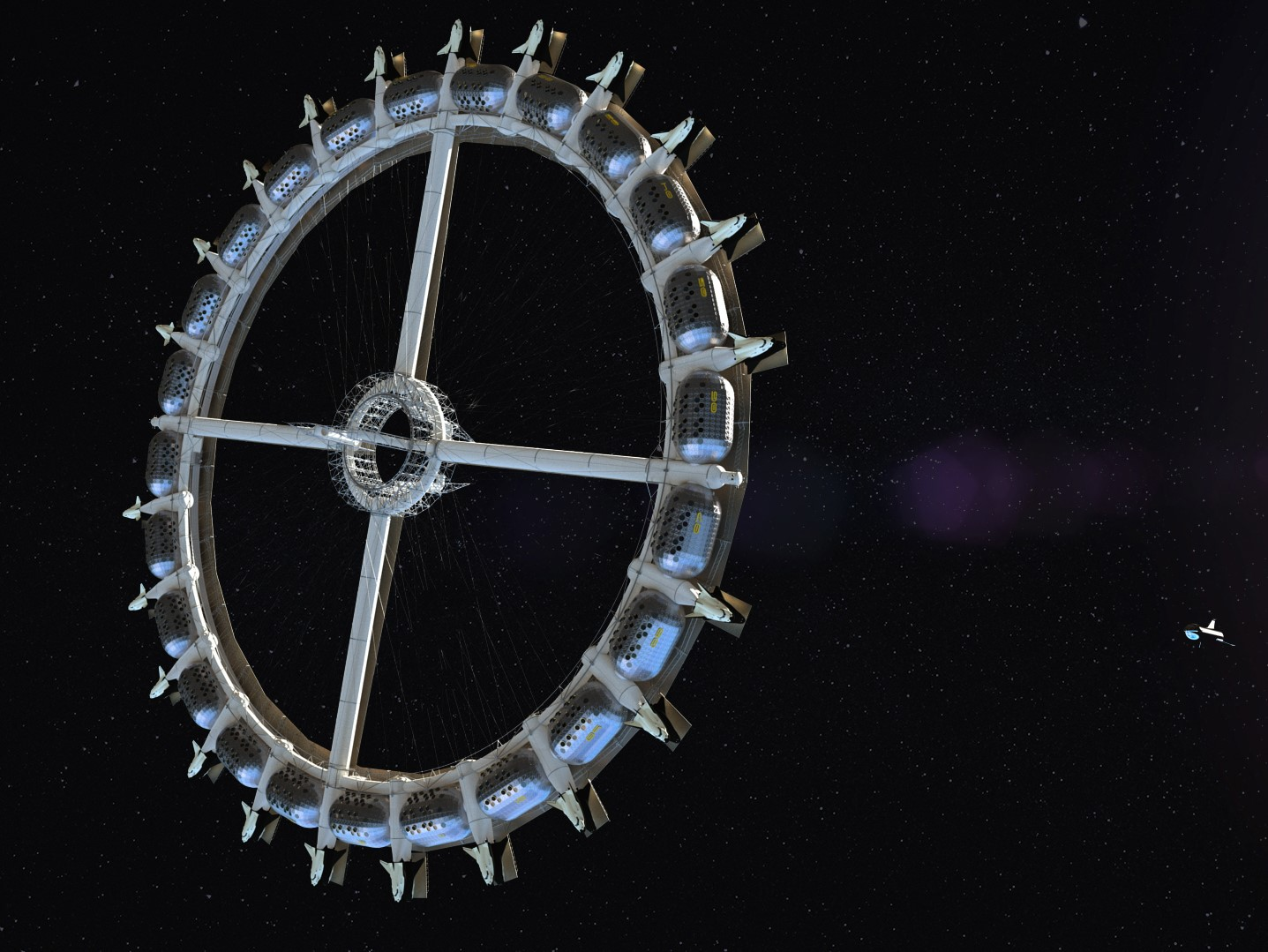

La Estación Espacial Voyager (en inglés: Voyager Space Station) es un proyecto de estación espacial, cuya construcción está prevista para 2026. La estación espacial pretende ser el primer hotel espacial comercial, una vez finalizado.
La construcción de la estación espacial estará a cargo de Above: Space Development Corporation. SpaceX Starship se utilizará para transportar turistas a la estación Voyager, que tendrá capacidad para 280 invitados y 112 miembros de la tripulación. Un viaje a la estación costará aproximadamente 5 millones de dólares y requerirá que los pasajeros se sometan a entrenamiento físico y de seguridad antes de abordar la nave espacial SpaceX para un viaje de tres días y medio a la estación espacial.
La estación Voyager utilizará gravedad artificial para mantener una gravedad similar a la lunar, aproximadamente 1/6 de la gravedad de la Tierra.